# Daniel Risch
Daniel Risch (Grabs, 5 marzo 1978) è un politico liechtensteinese, Primo ministro del Liechtenstein dal 2021 al 2025.
In precedenza, egli ha altresì servito come Vice primo ministro di Adrian Hasler, a cui è poi succeduto nella carica.

## Biografia
Risch ha frequentato la Liechtenstein Grammar School di Vaduz dal 1990 al 1998. In seguito ha studiato economia aziendale presso le università svizzere di San Gallo e Zurigo, nonché presso l'Università Ludwig-Maximilian di Monaco di Baviera dal 1999 al 2003. Si è laureato in economia (lic. oec. publ.) presso l'Università di Zurigo.
Risch ha poi iniziato gli studi di dottorato in informatica aziendale presso l'Università di Friburgo nel 2004 e dal 2006 al 2007 è stato visiting scholar presso l'Università di Melbourne, come parte di un soggiorno di ricerca. Durante questo periodo, ha anche lavorato come docente presso la Scuola universitaria professionale della Svizzera nordoccidentale. Ha completato i suoi studi a Friburgo nel 2007 e ha conseguito un dottorato in economia.
Dal 2007 è Project Manager, Head of Sales e Chief Marketing Officer presso Unic AG, società di consulenza e-business, a Zurigo e Berna. Dal 2015 fino a quando non è entrato nel governo nel 2017, ha lavorato come Chief Marketing Officer presso Liechtensteinische Post.
Dal 2015 al 2017 è stato membro del consiglio di amministrazione di un forum del Liechtenstein per le tecnologie dell'informazione e della comunicazione (IKT Forum Liechtenstein).

### Primo Ministro
Dal 2016, Risch è membro del presidium dell'Unione patriottica liberal-conservatrice (VU). Dopo le elezioni generali del Liechtenstein del 2017, è stato nominato vice primo ministro in un governo di coalizione con il Partito dei cittadini progressisti (FBP). Come Vice Primo Ministro, è stato anche Ministro delle Infrastrutture, dell'Economia e dello Sport. Alla fine è diventato primo ministro dopo le elezioni generali del 2021, a capo di un nuovo governo di coalizione con Sabine Monauni del FBP.

## Vita privata
È sposato con Jasmin Schädler (nata il 20 ottobre 1974) e ha due figli.

## Riconoscimenti
Il 30 gennaio 2025 a San Marino è stato nominato commendatore dell'ordine equestre di Sant'Agata con il grado di Cavaliere di Gran Croce.